# Jamahiriya

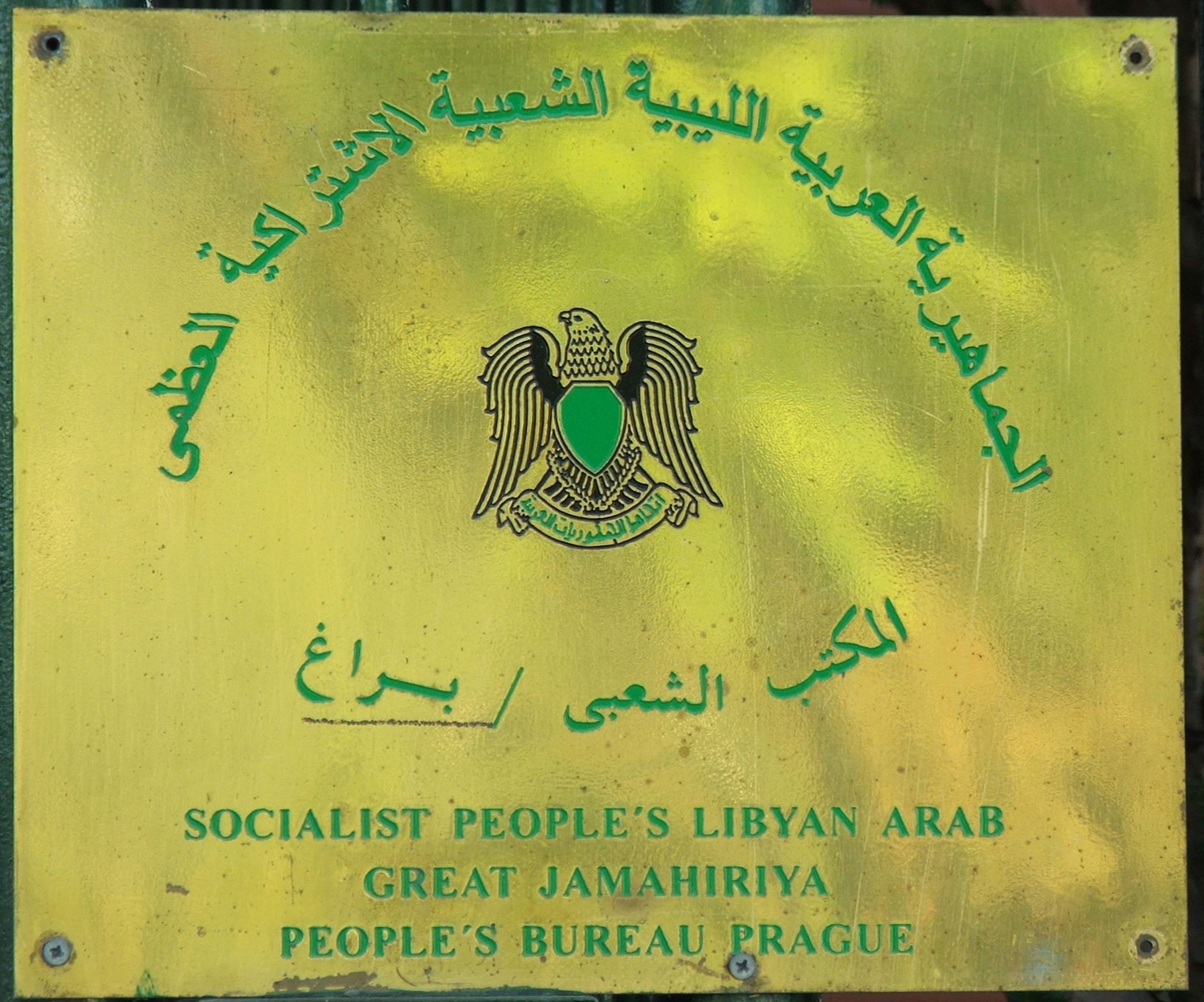
Tấm biển ghi "Peoples' Bureau" (Vụ Nhân dân) thay vì Đại sứ quán của "Đại Dân quốc Ả Rập Libya Nhân dân Xã hội chủ nghĩa" tại Praha, Cộng hòa Séc

Jamahiriya (tiếng Ả Rập: جماهيرية jamāhīriyyah) là một từ bằng tiếng Ả Rập thường được dịch là "nhà nước của quần chúng". Từ này có thể tương đương với từ "Cộng hòa Nhân dân", từ này được sáng tạo ra bởi chế độ Muammar al-Gaddafi ở Libya từ năm 1977.
Từ Jamahiriya jamāhīriyyah có nguồn gốc từ jumhūriyyah, thường dịch thành "cộng hòa". Jamahiriya được tạo ra bởi bến đổi thành phần đầu jumhūr — "quần chúng" — tới dạng số nhiều, jamāhīr — "khối quần chúng". Do là một từ do chính quyền Muammar al-Gaddafi sáng tạo, nên từ này thường không được dịch trong nhiều ngôn ngữ, chẳng hạn như trong tiếng Anh với cụm từ Great Socialist People's Libyan Arab Jamahiriya.